# Copa Asiática 2011
La Copa Asiática 2011 (en inglés: AFC Asian Cup Qatar 2011) fue la 15ª edición del máximo torneo de selecciones nacionales organizado por la Confederación Asiática de Futbol (AFC). Se celebró en Catar entre el 7 y el 29 de enero de 2011. 
Esta fue la segunda ocasión que la Copa Asiática se organizó en el país árabe, anteriormente albergo la edición de 1988 donde Arabia Saudita se coronó tras vencer 4-3 en tanda de penales a Corea del Sur. 
El campeón fue Japón, quien venció a su similar de Australia 1-0 en la final, consiguiendo así su cuarto título en la historia del certamen. Además, en su calidad de campeón de Asia, participó en la Copa FIFA Confederaciones 2013 realizada en Brasil.

## Equipos participantes

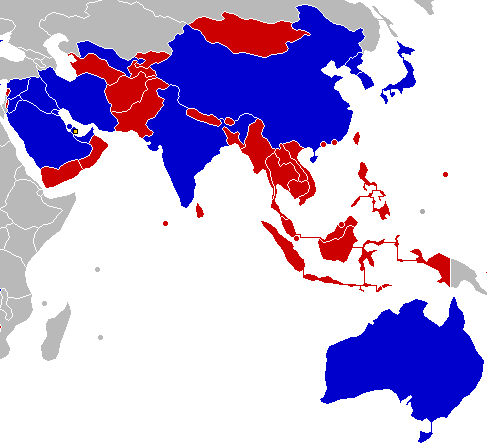
Clasificado
Eliminado
Descalificado/Abandonó el Torneo
No pertenece a la AFC

| Equipos participantes | Equipos participantes  | Equipos participantes | Equipos participantes |
| --------------------- | ---------------------- | --------------------- | --------------------- |
| Arabia Saudita        | China                  | India                 | Jordania              |
| Australia             | Corea del Norte        | Irak                  | Kuwait                |
| Baréin                | Corea del Sur          | Irán                  | Siria                 |
| Catar                 | Emiratos Árabes Unidos | Japón                 | Uzbekistán            |

## Sedes
| Rayán                         | Rayán                    | Doha Rayán | Doha                     |
| ----------------------------- | ------------------------ | ---------- | ------------------------ |
| (Municipio de Rayán)          | (Municipio de Rayán)     | Doha Rayán | (Municipio de Ad Dawhah) |
| Estadio Ahmed bin Ali         | Estadio Jassim bin Hamad | Doha Rayán | Estadio Suheim bin Hamad |
| Capacidad: 21,282             | Capacidad: 12,946        | Doha Rayán | Capacidad: 13,000        |
|                               |                          | Doha Rayán |                          |
| Estadio Internacional Khalifa | Estadio Thani bin Jassim | Doha Rayán |                          |
| Capacidad: 40,000             | Capacidad: 21,175        | Doha Rayán |                          |
|                               |                          | Doha Rayán |                          |

## Árbitros
Un total de 12 árbitros y 24 asistentes fueron elegidos para el torneo:
| Árbitro                | Asistentes             | Asistentes              |
| ---------------------- | ---------------------- | ----------------------- |
| Ben Williams           | Ben Wilson             | Hakan Anaz              |
| Yuichi Nishimura       | Toru Sagara            | Toshiyuki Nagi          |
| Kim Dong-jin           | Jeong Hae-sang         | Jang Jun-mo             |
| Subkhiddin Mohd Salleh | Mu Yuxin               | Mohd Sabri Bin Mat Daud |
| Abdullah Al Hilali     | Bahadyr Kochkarov      | Hamed Al Mayahi         |
| Abdulrahman Mohammed   | Mohammad Dharman       | Hassan Al Thawadi       |
| Khalil Al Ghamdi       | Hassan Kamranifar      | Reza Sokhandan          |
| Abdul Malik            | Jeffrey Goh            | Haja Maidin             |
| Nawaf Shukralla        | Khaled Al Allan        | Mohammed Jawdat Nehlawi |
| Ali Al Badwawi         | Saleh Al Marzouqi      | Yaser Marad             |
| Ravshan Irmatov        | Abdukhamidullo Rasulov | Rafael Ilyasov          |
| Mohamed Benouza        | Mohamed Meknous        | Albdelhak Etchiali      |

## Sorteo
El sorteo de la fase de grupos se realizó en abril de 2010 en Doha, capital de Catar. Cabe mencionar que la selección anfitriona fue asignada al Grupo A como cabeza de serie.

## Resultados

### Primera fase
- Los horarios son correspondientes a la hora local catarí (UTC+03:00).
- Leyenda: Pts: Puntos; PJ: Partidos jugados; PG: Partidos ganados; PE: Partidos empatados; PP: Partidos perdidos; GF: Goles a favor; GC: Goles en contra; Dif: Diferencia de goles.

#### Grupo A
| Pos. | Equipo     | Pts. | PJ | G | E | P | GF | GC | Dif. | Clasificación |
| ---- | ---------- | ---- | -- | - | - | - | -- | -- | ---- | ------------- |
| 1    | Uzbekistán | 7    | 3  | 2 | 1 | 0 | 6  | 3  | +3   | Segunda fase  |
| 2    | Catar (H)  | 6    | 3  | 2 | 0 | 1 | 5  | 2  | +3   | Segunda fase  |
| 3    | China      | 4    | 3  | 1 | 1 | 1 | 4  | 4  | 0    |               |
| 4    | Kuwait     | 0    | 3  | 0 | 0 | 3 | 1  | 7  | −6   |               |

 Fuente: AFC
Criterios de clasificación: 
| 7 de enero de 2011 | Catar | 0:2 (0:0) | Uzbekistán                 | Estadio Internacional Khalifa, Rayán                         |                                                              |
| 19:15              |       | [http://www.the-afc.com/en/component/joomleague/?view=report&compID=242&matchId=2939 (enlace roto disponible en Internet Archive; véase el historial, la primera versión y la última). Reporte] | Ahmedov 59' · Djeparov 76' | Asistencia: 37 143 espectadores Árbitro(s): Yuichi Nishimura | Asistencia: 37 143 espectadores Árbitro(s): Yuichi Nishimura |

| 8 de enero de 2011 | Kuwait | 0:2 (0:0) | China                                  | Estadio Thani bin Jassim, Rayán                        |                                                        |
| 16:15              |        | Reporte   | Zhang Linpeng 58' · Deng Zhuoxiang 67' | Asistencia: 7423 espectadores Árbitro(s): Ben Williams | Asistencia: 7423 espectadores Árbitro(s): Ben Williams |

| 12 de enero de 2011 | Uzbekistán                   | 2:1 (1:0) | Kuwait                    | Estadio Thani bin Jassim, Rayán                           |                                                           |
| 16:15               | Shatskikh 41' · Djeparov 64' | Reporte   | Bader Ahmed-Al Mutawa 49' | Asistencia: 3481 espectadores Árbitro(s): Nawaf Shukralla | Asistencia: 3481 espectadores Árbitro(s): Nawaf Shukralla |

| 12 de enero de 2011 | Catar           | 2:0 (2:0) | China | Estadio Internacional Khalifa, Rayán                     |                                                          |
| 19:15               | Ahmed 27' 45+1' | Reporte   |       | Asistencia: 30 778 espectadores Árbitro(s): Kim Dong-jin | Asistencia: 30 778 espectadores Árbitro(s): Kim Dong-jin |

| 16 de enero de 2011 | Catar                                         | 3:0 (2:0) | Kuwait | Estadio Internacional Khalifa, Rayán                           |                                                                |
| 19:15               | Mohammed 12' · El-Sayed 16' · Fábio César 86' | [http://www.the-afc.com/en/component/joomleague/?view=report&compID=242&matchId=2935 (enlace roto disponible en Internet Archive; véase el historial, la primera versión y la última). Reporte] |        | Asistencia: 28 339 espectadores Árbitro(s): Malik Abdul Bashir | Asistencia: 28 339 espectadores Árbitro(s): Malik Abdul Bashir |

| 16 de enero de 2011 | China                      | 2:2 (1:1) | Uzbekistán                 | Estadio Thani bin Jassim, Rayán                              |                                                              |
| 19:15               | Yu Hai 6' · Hao Junmin 56' | [http://www.the-afc.com/en/component/joomleague/?view=report&compID=242&matchId=2934 (enlace roto disponible en Internet Archive; véase el historial, la primera versión y la última). Reporte] | Ahmedov 30' · Geynrikh 47' | Asistencia: 3529 espectadores Árbitro(s): Abdullah Al Hilali | Asistencia: 3529 espectadores Árbitro(s): Abdullah Al Hilali |

#### Grupo B
| Pos. | Equipo         | Pts. | PJ | G | E | P | GF | GC | Dif. | Clasificación |
| ---- | -------------- | ---- | -- | - | - | - | -- | -- | ---- | ------------- |
| 1    | Japón          | 7    | 3  | 2 | 1 | 0 | 8  | 2  | +6   | Segunda fase  |
| 2    | Jordania       | 7    | 3  | 2 | 1 | 0 | 4  | 2  | +2   | Segunda fase  |
| 3    | Siria          | 3    | 3  | 1 | 0 | 2 | 4  | 5  | −1   |               |
| 4    | Arabia Saudita | 0    | 3  | 0 | 0 | 3 | 1  | 8  | −7   |               |

 Fuente: AFC
Criterios de clasificación: 
| 9 de enero de 2011 | Japón              | 1:1 (0:1) | Jordania         | Estadio Suheim bin Hamad, Doha                        |                                                       |
| 16:15              | Maya Yoshida 90+2' | [http://www.the-afc.com/en/component/joomleague/?view=report&compID=242&matchId=2932 (enlace roto disponible en Internet Archive; véase el historial, la primera versión y la última). Reporte] | Abdel Fattah 45' | Asistencia: 6255 espectadores Árbitro(s): Abdul Malik | Asistencia: 6255 espectadores Árbitro(s): Abdul Malik |

| 9 de enero de 2011 | Arabia Saudita | 1:2 (0:1) | Siria                  | Estadio Ahmed bin Ali, Rayán                             |                                                          |
| 18:15              | Al-Jassam 60'  | [http://www.the-afc.com/en/component/joomleague/?view=report&compID=242&matchId=2933 (enlace roto disponible en Internet Archive; véase el historial, la primera versión y la última). Reporte] | A. Al Hussain 38', 63' | Asistencia: 15 768 espectadores Árbitro(s): Kim Dong-jin | Asistencia: 15 768 espectadores Árbitro(s): Kim Dong-jin |

| 13 de enero de 2011 | Jordania        | 1:0 (1:0) | Arabia Saudita | Estadio Ahmed bin Ali, Rayán                               |                                                            |
| 16:15               | Abdulrahman 42' | [«Copia archivada». Archivado desde el original el 5 de diciembre de 2012. Consultado el 5 de diciembre de 2012. Reporte] |                | Asistencia: 17 349 espectadores Árbitro(s): Ali Al Badwawi | Asistencia: 17 349 espectadores Árbitro(s): Ali Al Badwawi |

| 13 de enero de 2011 | Siria                | 1:2 (0:1) | Japón                            | Estadio Suheim bin Hamad, Doha                           |                                                          |
| 19:15               | Al-Khatib 76' (pen.) | Reporte   | Hasebe 35' · K. Honda 82' (pen.) | Asistencia: 10 453 espectadores Árbitro(s): Mohsen Torky | Asistencia: 10 453 espectadores Árbitro(s): Mohsen Torky |

| 17 de enero de 2011 | Arabia Saudita | 0:5 (0:3) | Japón                                 | Estadio Ahmed bin Ali, Rayán                              |                                                           |
| 16:15               |                | [http://www.the-afc.com/en/component/joomleague/?view=report&compID=242&matchId=2929 (enlace roto disponible en Internet Archive; véase el historial, la primera versión y la última). Reporte] | Okazaki 8', 13', 80' · Maeda 19', 51' | Asistencia: 2022 espectadores Árbitro(s): Ravshan Irmatov | Asistencia: 2022 espectadores Árbitro(s): Ravshan Irmatov |

| 17 de enero de 2011 | Jordania                       | 2:1 (1:1) | Siria       | Estadio Suheim bin Hamad, Doha                                 |                                                                |
| 16:15               | Diab 40' (a.g.) · Al-Saify 59' | [«Copia archivada». Archivado desde el original el 18 de septiembre de 2012. Consultado el 28 de enero de 2011. Reporte] | Al Zeno 15' | Asistencia: 9849 espectadores Árbitro(s): Abdulrahman Mohammed | Asistencia: 9849 espectadores Árbitro(s): Abdulrahman Mohammed |

#### Grupo C
| Pos. | Equipo        | Pts. | PJ | G | E | P | GF | GC | Dif. | Clasificación |
| ---- | ------------- | ---- | -- | - | - | - | -- | -- | ---- | ------------- |
| 1    | Australia     | 7    | 3  | 2 | 1 | 0 | 6  | 1  | +5   | Segunda fase  |
| 2    | Corea del Sur | 7    | 3  | 2 | 1 | 0 | 7  | 3  | +4   | Segunda fase  |
| 3    | Baréin        | 3    | 3  | 1 | 0 | 2 | 6  | 5  | +1   |               |
| 4    | India         | 0    | 3  | 0 | 0 | 3 | 3  | 13 | −10  |               |

 Fuente: AFC
Criterios de clasificación: 
| 10 de enero de 2011 | India | 0:4 (0:3) | Australia                                   | Estadio Jassim bin Hamad, Rayán                          |                                                          |
| 16:15               |       | [http://www.the-afc.com/en/component/joomleague/?view=report&compID=242&matchId=2926 (enlace roto disponible en Internet Archive; véase el historial, la primera versión y la última). Reporte] | Cahill 11', 65' · Kewell 24' · Holman 45+1' | Asistencia: 9783 espectadores Árbitro(s): Ali Al Badwawi | Asistencia: 9783 espectadores Árbitro(s): Ali Al Badwawi |

| 10 de enero de 2011 | Corea del Sur         | 2:1 (1:0) | Baréin           | Estadio Thani bin Jassim, Rayán                              |                                                              |
| 19:15               | Koo Ja-cheol 41', 52' | [http://www.the-afc.com/en/component/joomleague/?view=report&compID=242&matchId=2927 (enlace roto disponible en Internet Archive; véase el historial, la primera versión y la última). Reporte] | Aaish 85' (pen.) | Asistencia: 6669 espectadores Árbitro(s): Abdullah Al Hilali | Asistencia: 6669 espectadores Árbitro(s): Abdullah Al Hilali |

| 14 de enero de 2011 | Australia   | 1:1 (0:1) | Corea del Sur    | Estadio Thani bin Jassim, Rayán                                  |                                                                  |
| 16:15               | Jedinak 62' | Reporte   | Koo Ja-cheol 24' | Asistencia: 15 526 espectadores Árbitro(s): Abdulrahman Mohammed | Asistencia: 15 526 espectadores Árbitro(s): Abdulrahman Mohammed |

| 14 de enero de 2011 | Baréin                                            | 5:2 (4:1) | India                      | Estadio Jassim bin Hamad, Rayán                                    |                                                                    |
| 19:15               | Aaish 8' (pen.) · Abdullahatif 16', 19', 35', 77' | [http://www.the-afc.com/en/component/joomleague/?view=report&compID=242&matchId=2925 (enlace roto disponible en Internet Archive; véase el historial, la primera versión y la última). Reporte] | G. Singh 10' · Chhetri 52' | Asistencia: 11 032 espectadores Árbitro(s): Subkhiddin Mohd Salleh | Asistencia: 11 032 espectadores Árbitro(s): Subkhiddin Mohd Salleh |

| 18 de enero de 2011 | Corea del Sur                                             | 4:1 (3:1) | India              | Estadio Thani bin Jassim, Rayán                              |                                                              |
| 16:15               | Ji Dong-won 6', 23' · Koo Ja-cheol 9' · Son Heung-min 81' | Reporte   | Chhetri 12' (pen.) | Asistencia: 11 366 espectadores Árbitro(s): Khalil Al Ghamdi | Asistencia: 11 366 espectadores Árbitro(s): Khalil Al Ghamdi |

| 18 de enero de 2011 | Australia   | 1:0 (1:0) | Baréin | Estadio Jassim bin Hamad, Rayán                            |                                                            |
| 16:15               | Jedinak 37' | [http://www.the-afc.com/en/component/joomleague/?view=report&compID=242&matchId=2922 (enlace roto disponible en Internet Archive; véase el historial, la primera versión y la última). Reporte] |        | Asistencia: 3919 espectadores Árbitro(s): Yuichi Nishimura | Asistencia: 3919 espectadores Árbitro(s): Yuichi Nishimura |

#### Grupo D
| Pos. | Equipo                 | Pts. | PJ | G | E | P | GF | GC | Dif. | Clasificación |
| ---- | ---------------------- | ---- | -- | - | - | - | -- | -- | ---- | ------------- |
| 1    | Irán                   | 9    | 3  | 3 | 0 | 0 | 6  | 1  | +5   | Segunda fase  |
| 2    | Irak                   | 6    | 3  | 2 | 0 | 1 | 3  | 2  | +1   | Segunda fase  |
| 3    | Corea del Norte        | 1    | 3  | 0 | 1 | 2 | 0  | 2  | −2   |               |
| 4    | Emiratos Árabes Unidos | 1    | 3  | 0 | 1 | 2 | 0  | 4  | −4   |               |

 Fuente: AFC
Criterios de clasificación: 
| 11 de enero de 2011 | Corea del Norte | 0:0 | Emiratos Árabes Unidos | Estadio Suheim bin Hamad, Doha                                   |                                                                  |
| 16:15               |                 | [http://www.the-afc.com/en/component/joomleague/?view=report&compID=242&matchId=2920 (enlace roto disponible en Internet Archive; véase el historial, la primera versión y la última). Reporte] |                        | Asistencia: 3639 espectadores Árbitro(s): Subkhiddin Mohd Salleh | Asistencia: 3639 espectadores Árbitro(s): Subkhiddin Mohd Salleh |

| 11 de enero de 2011 | Irak        | 1:2 (1:1) | Irán                    | Estadio Ahmed bin Ali, Rayán                                |                                                             |
| 19:15               | Mahmoud 13' | Reporte   | Rezaei 42' · Mobali 84' | Asistencia: 10 478 espectadores Árbitro(s): Ravshan Irmatov | Asistencia: 10 478 espectadores Árbitro(s): Ravshan Irmatov |

| 15 de enero de 2011 | Irán           | 1:0 (0:0) | Corea del Norte | Estadio Suheim bin Hamad, Doha                            |                                                           |
| 16:15               | Ansarifard 63' | Reporte   |                 | Asistencia: 6488 espectadores Árbitro(s): Nawaf Shukralla | Asistencia: 6488 espectadores Árbitro(s): Nawaf Shukralla |

| 15 de enero de 2011 | Emiratos Árabes Unidos | 0:1 (0:0) | Irak             | Estadio Ahmed bin Ali, Rayán                               |                                                            |
| 19:15               |                        | Reporte   | Abbas 90' (a.g.) | Asistencia: 7233 espectadores Árbitro(s): Yuichi Nishimura | Asistencia: 7233 espectadores Árbitro(s): Yuichi Nishimura |

| 19 de enero de 2011 | Irak       | 1:0 (0:0) | Corea del Norte | Estadio Ahmed bin Ali, Rayán                                     |                                                                  |
| 19:15               | Karrar 22' | Reporte   |                 | Asistencia: 4111 espectadores Árbitro(s): Subkhiddin Mohd Salleh | Asistencia: 4111 espectadores Árbitro(s): Subkhiddin Mohd Salleh |

| 19 de enero de 2011 | Emiratos Árabes Unidos | 0:3 (0:1) | Irán                                      | Estadio Suheim bin Hamad, Doha                         |                                                        |
| 19:15               |                        | Reporte   | Afshin 70' · Nouri 83' · Abbas 90' (a.g.) | Asistencia: 5012 espectadores Árbitro(s): Kim Dong-jin | Asistencia: 5012 espectadores Árbitro(s): Kim Dong-jin |

### Segunda fase
|  | Cuartos de final          | Cuartos de final          |                          |               | Semifinales  | Semifinales  |  |  | Final                     | Final |
|  |                           |                           |                          |               |              |              |  |  |                           |       |
|  | Rayán (EIK), 21 de enero  |                           |                          |               |              |              |  |  |                           |       |
|  |                           |                           |                          |               |              |              |  |  |                           |       |
|  | Uzbekistán                | 2                         |                          |               |              |              |  |  |                           |       |
|  | Uzbekistán                | 2                         | Rayán (EIK), 25 de enero |               |              |              |  |  |                           |       |
|  | Jordania                  | 1                         |                          |               |              |              |  |  |                           |       |
|  | Jordania                  | 1                         | Uzbekistán               | 0             |              |              |  |  |                           |       |
|  | Rayán (EJBH), 22 de enero |                           | Uzbekistán               | 0             |              |              |  |  |                           |       |
|  |                           | Australia                 | 6                        |               |              |              |  |  |                           |       |
|  | Australia (t.s.)          | Australia                 | 6                        | 1             |              |              |  |  |                           |       |
|  | Australia (t.s.)          |                           | Rayán (EIK), 29 de enero | 1             |              |              |  |  |                           |       |
|  | Irak                      | 0                         |                          |               |              |              |  |  |                           |       |
|  | Irak                      | 0                         | Australia                | 0             |              |              |  |  |                           |       |
|  | Rayán (ETBJ), 21 de enero |                           | Australia                | 0             |              |              |  |  |                           |       |
|  |                           | Japón (t.s.)              | 1                        |               |              |              |  |  |                           |       |
|  | Catar                     | Japón (t.s.)              | 1                        | 2             |              |              |  |  |                           |       |
|  | Catar                     | Rayán (ETBJ), 25 de enero |                          | 2             |              |              |  |  |                           |       |
|  | Japón                     | 3                         |                          |               |              |              |  |  |                           |       |
|  | Japón                     | 3                         | Japón (p.)               | 2 (3)         | Tercer lugar | Tercer lugar |  |  |                           |       |
|  | Doha, 22 de enero         |                           | Japón (p.)               | 2 (3)         |              |              |  |  |                           |       |
|  |                           | Corea del Sur             | 2 (0)                    |               |              |              |  |  |                           |       |
|  | Irán                      | Corea del Sur             | 2 (0)                    | 0             | Uzbekistán   | 2            |  |  |                           |       |
|  | Irán                      |                           |                          | 0             | Uzbekistán   | 2            |  |  |                           |       |
|  | Corea del Sur (t.s.)      | 1                         |                          | Corea del Sur | 3            |              |  |  |                           |       |
|  | Corea del Sur (t.s.)      | 1                         |                          |               | 3            |              |  |  |                           |       |
|  |                           |                           |                          |               |              |              |  |  | Rayán (EJBH), 28 de enero |       |
|  |                           |                           |                          |               |              |              |  |  |                           |       |

#### Cuartos de final
| 21 de enero de 2011 | Catar                        | 2:3 (1:1) | Japón                       | Estadio Thani bin Jassim, Rayán                                    |                                                                    |
| 16:25               | Quintana 13' · Montezine 63' | Reporte   | Kagawa 28', 70' · Inoha 90' | Asistencia: 19 479 espectadores Árbitro(s): Subkhiddin Mohd Salleh | Asistencia: 19 479 espectadores Árbitro(s): Subkhiddin Mohd Salleh |

| 21 de enero de 2011 | Uzbekistán      | 2:1 (0:0) | Jordania   | Estadio Internacional Khalifa, Rayán                    |                                                         |
| 19:25               | Bakaev 46', 48' | Reporte   | Yassen 58' | Asistencia: 16 073 espectadores Árbitro(s): Abdul Malik | Asistencia: 16 073 espectadores Árbitro(s): Abdul Malik |

| 22 de enero de 2011 | Australia   | 1:0 (0:0, 0:0) (t. s.) | Irak | Estadio Jassim bin Hamad, Rayán                                |                                                                |
| 16:25               | Kewell 118' | Reporte                |      | Asistencia: 7889 espectadores Árbitro(s): Abdulrahman Mohammed | Asistencia: 7889 espectadores Árbitro(s): Abdulrahman Mohammed |

| 22 de enero de 2011 | Irán | 0:1 (0:0, 0:0) (t. s.) | Corea del Sur         | Estadio Suheim bin Hamad, Doha                            |                                                           |
| 19:25               |      | Reporte                | Yoon Bit-Garam 105+2' | Asistencia: 7111 espectadores Árbitro(s): Ravshan Irmatov | Asistencia: 7111 espectadores Árbitro(s): Ravshan Irmatov |

#### Semifinales
| 25 de enero de 2011 | Japón                                 | 2:2 (0:1; 1:1) (t. s.)(3:0 p.) | Corea del Sur                               | Estadio Thani bin Jassim, Rayán                              |                                                              |
| 16:25               | Maeda 56' · Hosogai 97'               | Reporte                        | K.Sung-Young 23' · Son Heung-min 120'       | Asistencia: 16.171 espectadores Árbitro(s): Khalil Al Ghamdi | Asistencia: 16.171 espectadores Árbitro(s): Khalil Al Ghamdi |
|                     |                                       | Tiros desde el punto penal     |                                             |                                                              |                                                              |
|                     | K. Honda · Okazaki · Nagatomo · Konno |                                | Koo Ja-cheol · Lee Yong-Rae · Hong Jeong-Ho |                                                              |                                                              |

| 25 de enero de 2011 | Uzbekistán | 0:6 (0:2) | Australia                                                                      | Estadio Internacional Khalifa, Rayán                       |                                                            |
| 19:25               |            | Reporte   | Kewell 5' · Ognenovski 35' · Carney 65' · Emerton 73' · Valeri 82' · Kruse 83' | Asistencia: 24.826 espectadores Árbitro(s): Ali Al Badwawi | Asistencia: 24.826 espectadores Árbitro(s): Ali Al Badwawi |

#### Tercer lugar
| 28 de enero de 2011 | Uzbekistán          | 2:3 (1:3) | Corea del Sur                           | Estadio Jassim bin Hamad, Rayán                           |                                                           |
| 18:00               | Geynrikh 45' (pen.) | Reporte   | Koo Ja-cheol 18' · Ji Dong-won 28', 39' | Asistencia: 8199 espectadores Árbitro(s): Abdullah Bashir | Asistencia: 8199 espectadores Árbitro(s): Abdullah Bashir |

#### Final
| 29 de enero de 2011 | Australia | 0:1 (0:0; 0:0) (t. s.) | Japón    | Estadio Internacional Khalifa, Rayán                        |                                                             |
| 18:00               |           | Reporte                | Lee 109' | Asistencia: 37 174 espectadores Árbitro(s): Ravshan Irmatov | Asistencia: 37 174 espectadores Árbitro(s): Ravshan Irmatov |

|                          |
| Bandera de Japón         |
| Campeón Japón 4.º título |

## Estadísticas

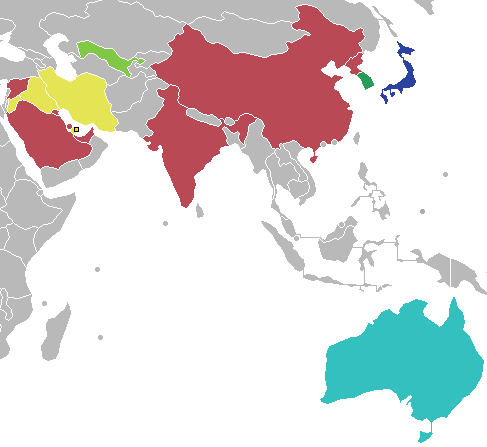
Países participantes según la fase alcanzada en el torneo.
Campeón
Subcampeón
Tercer lugar
Cuarto lugar
Cuartos de final
Fase de grupos

| Campeón Subcampeón | Tercer lugar Cuarto lugar | Cuartos de final Fase de grupos |

### Tabla general
| Equipo | Equipo                 | Pts | PJ | PG | PE | PP | GF | GC | Dif | Rend  |
| ------ | ---------------------- | --- | -- | -- | -- | -- | -- | -- | --- | ----- |
| 1      | Japón                  | 14  | 6  | 4  | 2  | 0  | 14 | 6  | 8   | 78,0% |
| 2      | Australia              | 13  | 6  | 4  | 1  | 1  | 13 | 2  | 11  | 72,2% |
| 3      | Corea del Sur          | 14  | 6  | 4  | 2  | 0  | 13 | 7  | 6   | 77,7% |
| 4      | Uzbekistán             | 10  | 6  | 3  | 1  | 2  | 10 | 13 | -3  | 55,5% |
| 5      | Irán                   | 9   | 4  | 3  | 0  | 1  | 6  | 2  | 4   | 75,0% |
| 6      | Jordania               | 7   | 4  | 2  | 1  | 1  | 5  | 4  | 1   | 58,3% |
| 7      | Irak                   | 6   | 4  | 2  | 0  | 2  | 3  | 3  | 0   | 50,0% |
| 8      | Catar                  | 6   | 4  | 2  | 0  | 2  | 7  | 5  | 2   | 50,0% |
| 9      | China                  | 4   | 3  | 1  | 1  | 1  | 4  | 4  | 0   | 44,4% |
| 10     | Baréin                 | 3   | 3  | 1  | 0  | 2  | 6  | 5  | 1   | 33,3% |
| 11     | Siria                  | 3   | 3  | 1  | 0  | 2  | 4  | 5  | -1  | 33,3% |
| 12     | Corea del Norte        | 1   | 3  | 0  | 1  | 2  | 0  | 2  | -2  | 11,1% |
| 13     | Emiratos Árabes Unidos | 1   | 3  | 0  | 1  | 2  | 0  | 4  | -4  | 11,1% |
| 14     | Kuwait                 | 0   | 3  | 0  | 0  | 3  | 1  | 7  | -6  | 0,0%  |
| 15     | Arabia Saudita         | 0   | 3  | 0  | 0  | 3  | 1  | 8  | -7  | 0,0%  |
| 16     | India                  | 0   | 3  | 0  | 0  | 3  | 3  | 13 | -10 | 0,0%  |

### Goleadores
5 goles:
- Koo Ja-cheol

4 goles:
- Ismail Abdul-Latif
- Ji Dong-won

3 goles:
- Harry Kewell
- Ryoichi Maeda
- Shinji Okazaki
- Alexander Geynrikh

2 goles:
- Tim Cahill
- Mile Jedinak
- Faouzi Mubarak Aaish
- Sunil Chhetri
- Shinji Kagawa
- Yusef Ahmed
- Fábio César
- Abdelrazaq Al-Hussain
- Odil Ahmedov
- Ulugbek Bakayev
- Server Djeparov

1 gol:
- David Carney
- Brett Emerton
- Brett Holman
- Robbie Kruse
- Saša Ognenovski
- Carl Valeri
- Deng Zhuoxiang
- Hao Junmin
- Yu Hai
- Zhang Linpeng
- Gouramangi Singh
- Arash Afshin
- Karim Ansarifard
- Iman Mobali
- Mohammad Nouri
- Gholamreza Rezaei
- Karrar Jassim
- Younis Mahmoud
- Makoto Hasebe
- Keisuke Honda
- Hajime Hosogai
- Masahiko Inoha
- Tadanari Lee
- Maya Yoshida
- Hassan Abdel Fattah
- Baha'a Abdul-Rahman
- Odai Al-Saify
- Bashar Bani Yaseen
- Bader Al-Mutawa
- Mohamed El-Sayed
- Bilal Mohammed
- Sebastián Soria
- Taisir Al-Jassim
- Hwang Jae-won
- Ki Sung-yueng
- Son Heung-min
- Yoon Bit-garam
- Firas Al-Khatib
- Mohamed Al-Zeno
- Maksim Shatskikh

### Autogoles
| Jugador     | Selección | Rival                  | Goles |
| ----------- | --------- | ---------------------- | ----- |
| Walid Abbas | Irak      | Emiratos Árabes Unidos | 1     |
| Walid Abbas | Irak      | Irán                   | 1     |
| Ali Diab    | Siria     | Jordania               | 1     |

### Jugadores con tres o más goles en un partido
| Pos. | Jugador             | Goles | Fecha               | Local          | Resultado | Visitante | Reporte |
| ---- | ------------------- | ----- | ------------------- | -------------- | --------- | --------- | ------- |
| 1    | Ismail Abdullahatif | 4     | 14 de enero de 2011 | Baréin         | 5-2       | India     | Grupo C |
| 2    | Shinji Okazaki      | 3     | 17 de enero de 2011 | Arabia Saudita | 0-5       | Japón     | Grupo B |